# Linaria (planta)
Linaria es un género de alrededor de 100 especies de plantas anuales y perennes, nativo de las regiones templadas de Europa, norte de África y  Asia, con su mayor diversidad en la región mediterránea.

## Descripción
Son herbáceas anuales, bienales o perennes, pueden ser glabras, vellosas o pubescentes; tallos erectos o postrados, simples o ramificados. Las hojas son sésiles, enteras, pinnatinervadas, lineares o casi redondas, obtusas o agudas, generalmente planas; las inferiores verticiladas, las superiores alternas. Inflorescencias terminales, que pueden surgir en racimo, panícula o espiga. Flores con pedúnculo o sin él, cáliz muy dividido, con cinco sépalos iguales o desiguales; corola  bilabiada con pétalos de color blanco, amarillo, rojo, rosa, violeta o lila; el labio superior con dos lóbulos erectos y muy separados, planos o algo curvados; el inferior con tres lóbulos más o menos iguales y enteros; tubo cilíndrico terminado en la base por un espolón. El fruto es una cápsula ovoide, oblonga o globosa dividida en dos lóculos con numerosas semillas.

## Taxonomía
Aunque tradicionalmente estuvo en la familia Scrophulariaceae, análisis filogenéticos posteriores lo han reubicado en la familia vastamente expandida Plantaginaceae. 
Entre los géneros estrechamente emparentados se encuentra Nuttallanthus (recientemente escindido de Linaria), Antirrhinum y Cymbalaria.

## Etimología
El nombre científico significa "parecido a Linum" (lino), por la semejanza de su follaje según C. Bauhin (1623)

## Algunas especies
| - Linaria aeruginea - Linaria algarviana - Linaria alpina - Linaria amethystea - Linaria amoi - Linaria angustissima - Linaria anticaria - Linaria arenaria - Linaria arvensis - Linaria badalii - Linaria biebersteinii - Linaria bipartita - Linaria bipunctata - Linaria bungei - Linaria buriatica - Linaria caesia - Linaria capraria - Linaria cavanillesii - Linaria chalepensis - Linaria clementei - Linaria coutinhoi - Linaria cretacea - Linaria debilis - Linaria depauperata - Linaria diffusa - Linaria elegans - Linaria faucicola - Linaria ficalhoana - Linaria filicaulis - Linaria flava | - Linaria genistifolia - Linaria glacialis - Linaria glauca - Linaria hellenica - Linaria heterophylla - Linaria hirta - Linaria huteri - Linaria incarnata - Linaria incompleta - Linaria imzica - Linaria japonica - Linaria kulabensis - Linaria lamarckii - Linaria latifolia - Linaria laxiflora - Linaria lilacina - Linaria loeselii - Linaria longicalcarata - Linaria macroura - Linaria maroccana - Linaria micrantha - Linaria microsepala - Linaria nevadensis - Linaria nigricans - Linaria nivea - Linaria oblongifolia - Linaria odora - Linaria oligantha - Linaria pedunculata - Linaria pelisseriana | - Linaria peloponnesiaca - Linaria pinifolia - Linaria platycalyx - Linaria propinqua - Linaria pseudolaxiflora - Linaria purpurea - Linaria reflexa - Linaria repens - Linaria reticulata - Linaria ricardoi - Linaria sabulosa - Linaria sagittata - Linaria sagrensis - Linaria saturejoides - Linaria saxatilis - Linaria simplex - Linaria spartea - Linaria supina - Linaria thibetica - Linaria thymifolia - Linaria tonzigii - Linaria triornithophora - Linaria triphylla - Linaria tristis - Linaria uralensis - Linaria ventricosa - Linaria verticillata - Linaria vettonica - Linaria viscosa - Linaria vulgaris - Linaria yunnanensis |

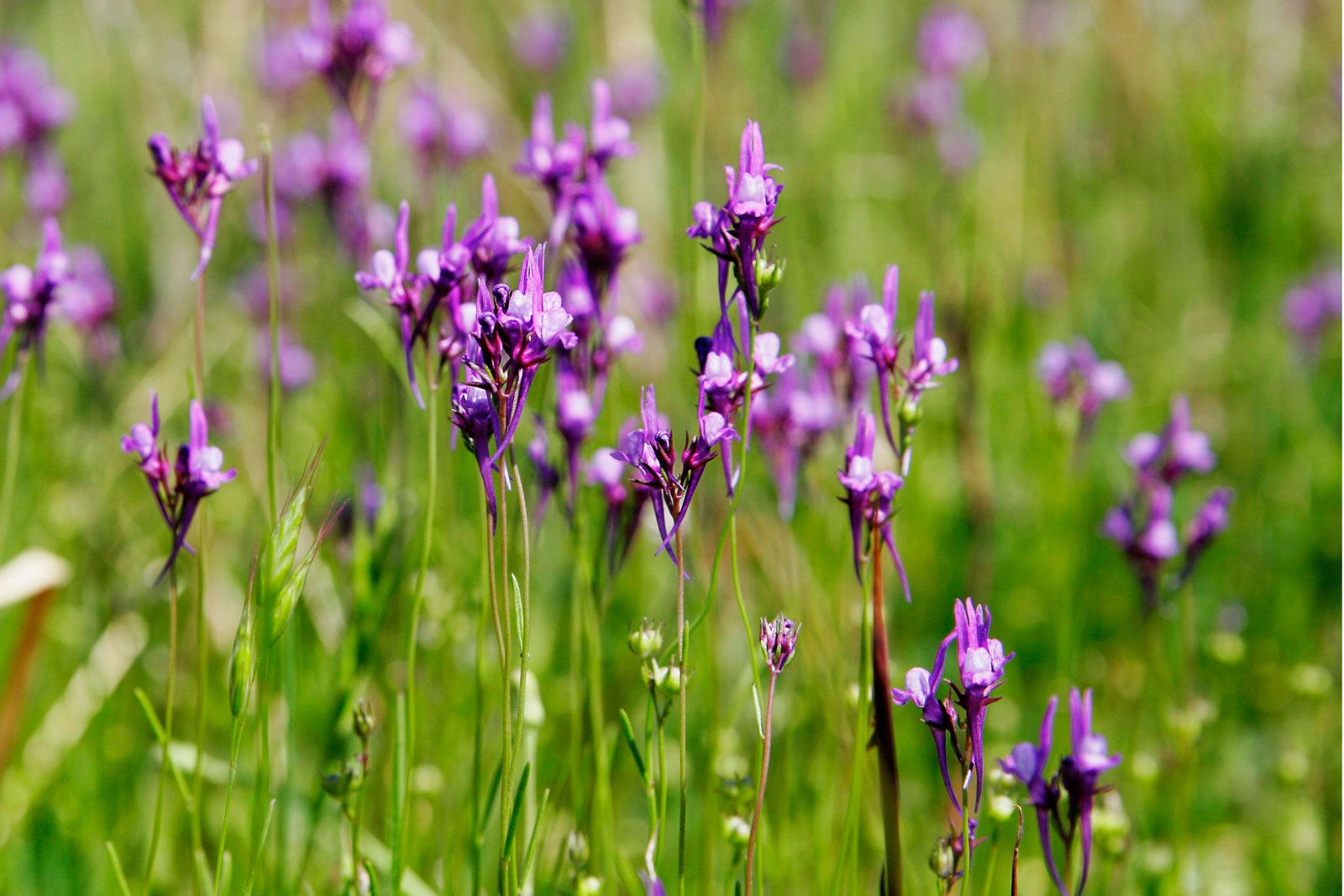
Linaria canadensis en Australia.

Linaria vulgaris es una especie europea muy cosmopolita. Flores amarillas y anaranjadas, muy vistas en sitios de derrumbes y residuos.
Linaria genistifolia, sin. L. dalmatica es nativa del sudeste europeo; maleza en partes de Norteamérica.
Linaria purpurea nativa del Mediterráneo, planta popular de jardinería, con tallos erectos que puede alcanzar más de 1 m de altura y numerosas flores purpúreas o rosadas.
Linaria repens del oeste europeo,  similar a L. purpurea, pero con flores más pálidas.
Las especies de Linaria son tóxicas para el ganado. Las larvas de algunas especies de Lepidoptera: Amphipyra tragopoginis y Junonia coenia se alimentan de ellas.

## Usos medicinales
Son básicamente valoradas por su actividad fuertemente laxante y diurético. Internamente, se usan para tratar edema, ictericia, enfermedades hepáticas y problemas de piel. Externamente como un aceite para hemorroides, erupciones de piel, soros u úlceras. El jugo de la planta es un buen remedio para ojos inflamados, aunque debe usarse con cuidado. La dosis es crítica y no debe darse a embarazadas, ya que es ligeramente tóxico.[cita requerida]